# منتخب بيرو للريشة الطائرة
منتخب بيرو لتنس الريشة (بالإسبانية: Selección de bádminton de Perú)‏ هو ممثل بيرو الرسمي في المنافسات الدولية في كرة الريشة .